# WinDirStat
WinDirStat – otwartoźródłowe oprogramowanie umożliwiające analizowanie struktury wykorzystania dysku, tj. przestrzeni zajmowanej przez poszczególne lokalizacje dyskowe. Wyróżnia się tym, że prezentuje nie tylko informacje tekstowe, lecz także graficzną wizualizację zapisanych danych.
Na wygenerowanej mapie każdy typ pliku ma swój własny zarezerwowany kolor i swoją pozycję, a rozmiar poszczególnych prostokątów odpowiada przestrzeni zajmowanej przez poszczególne obiekty. Dzięki takiemu przedstawieniu danych użytkownik może łatwo odnaleźć pliki i foldery, które wykorzystują najwięcej miejsca na dysku. Możliwe jest także dogodne otwieranie wybranych plików i katalogów oraz bezpośrednie ich usuwanie z poziomu aplikacji.
Program jest dostępny również w wersji przenośnej (niewymagającej instalacji), stworzonej przez PortableApps.
W sierpniu 2014 r. WinDirStat był drugą pod względem popularności aplikacją w serwisie SourceForge (kategoria Filesystems).